# Martyn Brabbins
Martyn Brabbins, né le 13 août 1959 est un chef d'orchestre britannique.

## Biographie
Brabbins étudie la composition à Londres puis la direction au conservatoire de Leningrad auprès de Ilia Moussine. Il remporte la première place du concours de direction de Leeds en 1988. Il dirige ensuite la plupart des grands orchestres britanniques, mais également l'orchestre symphonique de la Radiodiffusion bavaroise, l'orchestre symphonique de la radio de Berlin et l'orchestre symphonique de la radio finlandaise.
Il se distingue également comme chef d'ensembles de musique de chambre et conducteur d'opéras. Il dirige notamment Der Prinz von Homburg, et Der ferne Klang de Franz Schreker au Deutsche Oper Berlin, From Morning to Midnight de David Sawer (en) et l'oratorio A Child of Our Time de Michael Tippett à l'English National Opera, Volo di notte de Luigi Dallapiccola et Il Prigionero à l'Opéra de Francfort, Alice in Wonderland d'Alexandre Knaïfel au De Nederlandse Opera et I Tri Sestri de Péter Eötvös à l'Opéra d'État de Hambourg.
De 1994 à 2005, il est l'invité fréquent du BBC Scottish Symphony Orchestra, puis il devient directeur musical du Cheltenham International Festival of Music. Il dirige parallèlement le London Sinfonietta, l'Ensemble Modern et le Birmingham Contemporary Music Group et fut de 1999 à 2004 chef de l'ensemble Music of Today.
On retrouve à son répertoire les grands compositeurs du dix-neuvième, mais également Edward Elgar, Benjamin Britten et William Walton. Son nom est cependant essentiellement connu des spécialistes pour la musique moderne. Il dirigea notamment des compositions de James Dillon, Jonathan Lloyd, James MacMillan, Minna Keal, Mark-Anthony Turnage, Michael Finnissy, Carsten Hennig et Harrison Birtwistle.

## Distinction
- Docteur honoris causa en musique de l'université de Bristol (31 janvier 2013)[1]

## Discographie sélective
- Camille Saint-Saëns, The three violin concertos, Philippe Graffin, violon, BBC Scottish Orchestra, conducted by Martyn Brabins. CD Hyperion 1998
- Camille Saint-Saëns,  Piano Concertos Nos. 2 & 5, Louis Schwizgebel-Wang, piano, avec le BBC Symphony Orchestra sous la direction de Fabien Gabel et Martin Brabbins. CD Aparte 2015